# Miguel Ruiz García
Miguel Ruiz Garcia (ur. 21 stycznia 1989 w Maladze) – hiszpański wioślarz.

## Osiągnięcia
- Mistrzostwa Europy – Brześć 2009 – czwórka podwójna – 11. miejsce[1].